# Sinstauchira
Sinstauchira is een geslacht van rechtvleugeligen uit de familie veldsprinkhanen (Acrididae). De wetenschappelijke naam van dit geslacht is voor het eerst geldig gepubliceerd in 1981 door Zheng.

## Soorten
Het geslacht Sinstauchira omvat de volgende soorten:
- Sinstauchira gressitti Tinkham, 1940
- Sinstauchira hui Li, Lu, Jiang & Meng, 1995
- Sinstauchira pui Liang & Zheng, 1986
- Sinstauchira ruficornis Huang, 1985
- Sinstauchira yaoshanensis Li, 1987
- Sinstauchira yunnana Zheng, 1981